# Arrhenophagoidea sierra
Arrhenophagoidea sierra är en stekelart som beskrevs av Annecke och Prinsloo 1974. Arrhenophagoidea sierra ingår i släktet Arrhenophagoidea och familjen sköldlussteklar. Inga underarter finns listade.